# Csatárka
Csatárka ([ˈtʃɒtaːɾkɒ]) est un quartier de Budapest situé dans le 2e arrondissement. Il se situe en contrebas du Látó-hegy.